# Campionati europei juniores di sollevamento pesi
I Campionati europei juniores di sollevamento pesi (European Junior and U23 Weightlifting Championships) sono le competizioni che assegnano i titoli europei juniores, riservata a due fasce d'età, gli Under-20 (18-20 anni) e gli Under-23 (21-23 anni), nello sport del sollevamento pesi. Organizzata dalla European Weightlifting Federation, la prima edizione maschile si disputò nel 1975 e quella femminile nel 1998.
La denominazione dei campionati nel corso degli anni è variata: dal 1975 al 2009 si intitolava European Junior Weightlifting Championships, sempre riservata agli Under-20. Nel 2009 debuttarono i nuovi European U23 Weightlifting Championships, riservati agli Under-23 e svoltisi in una diversa sede. A partire dal 2010 le due competizioni vennero unificate e assunsero il nome attuale.
La EWF dal 1992 organizza anche un altro campionato europeo giovanile, suddiviso anch'esso in due fasce d'età e riservato agli Under-17 e Under-15.
Nel 2025 la 50ª edizione maschile e 27ª femminile under-20, nonché la 16ª maschile e femminile under-23 si svolgerà dal 4 al 12 settembre a Tirana, in Albania.

## Titoli in palio
Agli europei juniores U-20 e U-23 dal 2019 vengono assegnati 20 titoli nel totale dell'esercizio (60 considerando anche le due specialità, lo strappo e lo slancio per un totale complessivo di 120) in 10 categorie maschili e 10 femminili, sotto elencate.
Categorie maschili
| Categoria            | Eventi         |
| -------------------- | -------------- |
| Pesi mosca           | Fino a 55 kg   |
| Pesi gallo           | Fino a 61 kg   |
| Pesi piuma           | Fino a 67 kg   |
| Pesi leggeri         | Fino a 73 kg   |
| Pesi medi            | Fino a 81 kg   |
| Pesi massimi leggeri | Fino a 89 kg   |
| Pesi mediomassimi    | Fino a 96 kg   |
| Pesi massimi primi   | Fino a 102 kg  |
| Pesi massimi         | Fino a 109 kg  |
| Pesi supermassimi    | Oltre i 109 kg |

Categorie femminili
| Categoria            | Eventi          |
| -------------------- | --------------- |
| Pesi mosca           | Fino a 45 kg    |
| Pesi gallo           | Fino a 49 kg    |
| Pesi piuma           | Fino a 55 kg    |
| Pesi leggeri         | Fino a 59 kg    |
| Pesi medi            | Fino a 64 kg    |
| Pesi massimi leggeri | Fino a 71 kg    |
| Pesi mediomassimi    | Fino a 76 kg    |
| Pesi massimi primi   | Fino a 81 kg    |
| Pesi massimi         | Fino a 87 kg    |
| Pesi supermassimi    | Oltre gli 87 kg |

Per la decisione dell'IWF del 3 dicembre 2024, a partire dal 1º giugno 2025 – e quindi, per effetto di tale decisione, a partire dagli europei del 2025 – si tornano ad assegnare 16 titoli europei, 8 maschili e 8 femminili, con la riorganizzazione dei limiti di peso: le categorie escluse sono i pesi mosca e i pesi massimi primi, maschili e femminili.
Categorie maschili
| Categoria            | Eventi         |
| -------------------- | -------------- |
| Pesi gallo           | Fino a 60 kg   |
| Pesi piuma           | Fino a 65 kg   |
| Pesi leggeri         | Fino a 71 kg   |
| Pesi medi            | Fino a 79 kg   |
| Pesi massimi leggeri | Fino a 88 kg   |
| Pesi mediomassimi    | Fino a 98 kg   |
| Pesi massimi         | Fino a 110 kg  |
| Pesi supermassimi    | Oltre i 110 kg |

Categorie femminili
| Categoria            | Eventi          |
| -------------------- | --------------- |
| Pesi gallo           | Fino a 48 kg    |
| Pesi piuma           | Fino a 53 kg    |
| Pesi leggeri         | Fino a 58 kg    |
| Pesi medi            | Fino a 63 kg    |
| Pesi massimi leggeri | Fino a 69 kg    |
| Pesi mediomassimi    | Fino a 77 kg    |
| Pesi massimi         | Fino a 86 kg    |
| Pesi supermassimi    | Oltre gli 86 kg |

## Edizioni

### Under-20 maschili
| N. | Anno | Date                     | Città e nazione ospitante      | Disc. | Atleti | Naz. |
| -- | ---- | ------------------------ | ------------------------------ | ----- | ------ | ---- |
| 1  | 1975 |                          | Marsiglia Francia              | 27    |        |      |
| 2  | 1976 |                          | Danzica Polonia                | 27    |        |      |
| 3  | 1977 |                          | Sofia Bulgaria                 | 30    |        |      |
| 4  | 1978 |                          | Atene Grecia                   | 30    |        |      |
| 5  | 1979 |                          | Debrecen Ungheria              | 30    |        |      |
| 6  | 1980 |                          | Città di San Marino San Marino | 30    |        |      |
| 7  | 1981 |                          | Lignano Sabbiadoro Italia      | 30    |        |      |
| 8  | 1982 |                          | Haskovo Bulgaria               | 30    |        |      |
| 9  | 1983 |                          | Città di San Marino San Marino | 30    |        |      |
| 10 | 1984 |                          | Lignano Sabbiadoro Italia      | 30    |        |      |
| 11 | 1985 |                          | Edimburgo Regno Unito          | 30    |        |      |
| 12 | 1986 |                          | Donaueschingen Germania Ovest  | 30    |        |      |
| 13 | 1987 |                          | Belgrado Jugoslavia            | 30    |        |      |
| 14 | 1988 |                          | Atene Grecia                   | 30    |        |      |
| 15 | 1989 |                          | Sarajevo Jugoslavia            | 30    |        |      |
| 16 | 1990 | 16–21 aprile             | La Valletta Malta              | 30    |        |      |
| 17 | 1991 | 22–31 luglio             | Varna Bulgaria                 | 30    |        |      |
| 18 | 1992 |                          | Cardiff Regno Unito            | 30    |        |      |
| 19 | 1993 | 15–22 settembre          | Valencia Spagna                | 30    |        |      |
| 20 | 1994 | 3–9 ottobre              | Roma Italia                    | 30    |        |      |
| 21 | 1995 | 8–16 giugno              | Be'er Sheva Israele            | 30    |        |      |
| 22 | 1996 | 4–10 novembre            | Praga Rep. Ceca                | 30    |        |      |
| 23 | 1997 | 22–30 giugno             | Siviglia Spagna                | 30    |        |      |
| 24 | 1998 |                          | Sofia Bulgaria                 | 45    |        |      |
| 25 | 1999 |                          | Spała Polonia                  | 45    |        |      |
| 26 | 2000 |                          | Rijeka Croazia                 | 45    |        |      |
| 27 | 2001 |                          | Kalmar Svezia                  | 45    |        |      |
| 28 | 2002 |                          | Nuoro Italia                   | 45    |        |      |
| 29 | 2003 |                          | Valencia Spagna                | 45    |        |      |
| 30 | 2004 | 20–26 settembre          | Burgas Bulgaria                | 45    |        |      |
| 31 | 2005 |                          | Trenčín Slovacchia             | 45    |        |      |
| 32 | 2006 |                          | Palermo Italia                 | 45    |        |      |
| 33 | 2007 |                          | Puerto de la Cruz Spagna       | 45    |        |      |
| 34 | 2008 |                          | Durazzo Albania                | 45    |        |      |
| 35 | 2009 |                          | Landskrona Svezia              | 45    |        |      |
| 36 | 2010 |                          | Limassol Cipro                 | 90    |        |      |
| 37 | 2011 | 10–18 settembre          | Bucarest Romania               | 90    |        |      |
| 38 | 2012 | 2–8 dicembre             | Eilat Israele                  | 90    |        |      |
| 39 | 2013 | 20–29 settembre          | Tallinn Estonia                | 90    |        |      |
| 40 | 2014 | 21–29 novembre           | Limassol Cipro                 | 90    |        |      |
| 41 | 2015 | 3–10 ottobre             | Klaipėda Lituania              | 90    |        |      |
| 42 | 2016 | 2–10 dicembre            | Eilat Israele                  | 90    |        |      |
| 43 | 2017 | 15–21 ottobre            | Durazzo Albania                | 96    |        |      |
| 44 | 2018 | 20–27 ottobre            | Zamość Polonia                 | 96    |        |      |
| 45 | 2019 | 18–27 ottobre            | Bucarest Romania               | 120   |        |      |
| 46 | 2021 | 24 settembre – 3 ottobre | Rovaniemi Finlandia            | 120   |        |      |
| 47 | 2022 | 15–25 ottobre            | Durazzo Albania                | 120   |        |      |
| 48 | 2023 | 25 luglio – 3 agosto     | Bucarest Romania               | 120   |        |      |
| 49 | 2024 | 26 ottobre – 3 novembre  | Raszyn Polonia                 | 120   |        |      |
| 50 | 2025 | 4–12 settembre           | Tirana Albania                 | 120   |        |      |

### Under-20 femminili
| N. | Anno | Date                     | Città e nazione ospitante | Disc. | Atlete | Naz. |
| -- | ---- | ------------------------ | ------------------------- | ----- | ------ | ---- |
| 1  | 1998 |                          | Sofia Bulgaria            | 45    |        |      |
| 2  | 1999 |                          | Spała Polonia             | 45    |        |      |
| 3  | 2000 |                          | Rijeka Croazia            | 45    |        |      |
| 4  | 2001 |                          | Kalmar Svezia             | 45    |        |      |
| 5  | 2002 |                          | Nuoro Italia              | 45    |        |      |
| 6  | 2003 |                          | Valencia Spagna           | 45    |        |      |
| 7  | 2004 | 20–26 settembre          | Burgas Bulgaria           | 45    |        |      |
| 8  | 2005 |                          | Trenčín Slovacchia        | 45    |        |      |
| 9  | 2006 |                          | Palermo Italia            | 45    |        |      |
| 10 | 2007 |                          | Puerto de la Cruz Spagna  | 45    |        |      |
| 11 | 2008 |                          | Durazzo Albania           | 45    |        |      |
| 12 | 2009 |                          | Landskrona Svezia         | 45    |        |      |
| 13 | 2010 |                          | Limassol Cipro            | 90    |        |      |
| 14 | 2011 | 10–18 settembre          | Bucarest Romania          | 90    |        |      |
| 15 | 2012 | 2–8 dicembre             | Eilat Israele             | 90    |        |      |
| 16 | 2013 | 20–29 settembre          | Tallinn Estonia           | 90    |        |      |
| 17 | 2014 | 21–29 novembre           | Limassol Cipro            | 90    |        |      |
| 18 | 2015 | 3–10 ottobre             | Klaipėda Lituania         | 90    |        |      |
| 19 | 2016 | 2–10 dicembre            | Eilat Israele             | 90    |        |      |
| 20 | 2017 | 15–21 ottobre            | Durazzo Albania           | 96    |        |      |
| 21 | 2018 | 20–27 ottobre            | Zamość Polonia            | 96    |        |      |
| 22 | 2019 | 18–27 ottobre            | Bucarest Romania          | 120   |        |      |
| 23 | 2021 | 24 settembre – 3 ottobre | Rovaniemi Finlandia       | 120   |        |      |
| 24 | 2022 | 15–25 ottobre            | Durazzo Albania           | 120   |        |      |
| 25 | 2023 | 25 luglio – 3 agosto     | Bucarest Romania          | 120   |        |      |
| 26 | 2024 | 26 ottobre – 3 novembre  | Raszyn Polonia            | 120   |        |      |
| 27 | 2025 | 4–12 settembre           | Tirana Albania            | 120   |        |      |

### Under-23 maschili e femminili
| N. | Anno | Date                     | Città e nazione ospitante | Disc. | Atleti | Naz. |
| -- | ---- | ------------------------ | ------------------------- | ----- | ------ | ---- |
| 1  | 2009 |                          | Władysławowo Polonia      | 45    |        |      |
| 2  | 2010 |                          | Limassol Cipro            | 90    |        |      |
| 3  | 2011 | 10–18 settembre          | Bucarest Romania          | 90    |        |      |
| 4  | 2012 | 2–8 dicembre             | Eilat Israele             | 90    |        |      |
| 5  | 2013 | 20–29 settembre          | Tallinn Estonia           | 90    |        |      |
| 6  | 2014 | 21–29 novembre           | Limassol Cipro            | 90    |        |      |
| 7  | 2015 | 3–10 ottobre             | Klaipėda Lituania         | 90    |        |      |
| 8  | 2016 | 2–10 dicembre            | Eilat Israele             | 90    |        |      |
| 9  | 2017 | 15–21 ottobre            | Durazzo Albania           | 96    |        |      |
| 10 | 2018 | 20–27 ottobre            | Zamość Polonia            | 96    |        |      |
| 11 | 2019 | 18–27 ottobre            | Bucarest Romania          | 120   |        |      |
| 12 | 2021 | 24 settembre – 3 ottobre | Rovaniemi Finlandia       | 120   |        |      |
| 13 | 2022 | 15–25 ottobre            | Durazzo Albania           | 120   |        |      |
| 14 | 2023 | 25 luglio – 3 agosto     | Bucarest Romania          | 120   |        |      |
| 15 | 2024 | 26 ottobre – 3 novembre  | Raszyn Polonia            | 120   |        |      |
| 16 | 2025 | 4–12 settembre           | Tirana Albania            | 120   |        |      |